# (3714) Kenrussell
(3714) Kenrussell – planetoida z pasa głównego asteroid okrążająca Słońce w ciągu 4 lat i 41 dni w średniej odległości 2,57 j.a. Została odkryta 12 października 1983 roku w stacji Anderson Mesa należącej do Lowell Observatory przez Edwarda Bowella. Nazwa planetoidy pochodzi od Kennetha S. Russella, astronoma z australijskiego Obserwatorium Siding Spring. Przed jej nadaniem planetoida nosiła oznaczenie tymczasowe (3714) 1983 TT1.